# Họ Rầy xanh
Họ Rầy xanh hay họ Rầy lá (danh pháp khoa học: Cicadellidae) là một họ côn trùng. Đây là những loài côn trùng gây hại cho nông nghiệp.

## Đặc điểm
Rầy lá được tìm thấy ở Bắc Mỹ nơi khí hậu ấm và khô ráo, chúng có hình dáng như cái nêm, dài khoảng 3mm, màu xanh lá cây đến xanh lục ngả vàng hoặc nâu. Giai đoạn nhộng tương tự như con trưởng thành khi đôi cánh phát triển đầy đủ, rầy lá sinh sản rất nhanh, chúng bám vào lá hút nhựa để lại dấu cắn hình tròn nối liền nhau để lại những vết lấm chấm trên lá.
Con cái sẽ khoét lỗ theo gân lá hoặc cuống lá để đẻ trứng vào trong đó, đời sống của rầy lá kéo dài khoảng 40 đến 45 ngày, tuỳ thuộc vào điều kiện khí hậu. Ngoài ra còn có loại rầy lá ở củ cải đường tên khoa học Circulifer tenellus gây nên bệnh cuống lá cà, vi khuẩn nầy nhiễm và truyền bệnh đi liên tục ở mọi lứa tuổi và bệnh cuống lá cà không lây nhiểm hay truyền bệnh.